# Запаљење зубне пулпе
Запаљење зубне пулпе (лат. Pulpitis) је обољење пулпе зуба које настаје као последица интоксикације и/или инфекције из кариозне лезије, а ређе као последица механичких, хемијских и других надражаја.

## Класификација
Класификација која је прихваћена на I Конгресу Удружења за болести уста, зуба и пародонта Југославије, јуна 1983. године, сврстава запаљења зубне пулпе у четири групе на основу патохистолошког налаза и клиничке слике.
А. Inflamatio pulpae dentis – запаљење зубне пулпе
А.1. Hyperaemia pulpae dentis – хиперемија зубне пулпе
A.2. Pulpitis acuta serosa – акуно серозно запаљење пулпе
A.2.1. Pulpitis acuta serosa partialis – парцијално акутно серозно запаљење пулпе
A.2.2. Pulpitis acuta serosa totalis – тотално акутно серозно запаљење пулпе
A.3. Pulpitis acuta purulenta – акутно гнојно запаљење пулпе
A.3.1. Pulpitis acuta purulenta partialis – парцијално акутно гнојно запаљење пулпе
A.3.2. Pulpitis acuta purulenta totalis – тотално акутно гнојно запаљење пулпе
A.4. Pulpitis chronica – хронично запаљење пулпе
A.4.1. Pulpitis chronica aperta ulcerosa s. destructiva – хронично отворено улцерозно односно деструктивно запаљење пулпе
A.4.2. Pulpitis chronica aperta polyposa s. hyperplastica s. proliferativa – хронично отворено полипозно односно хиперпластично односно пролиферативно запаљење пулпе
A.4.3. Pulpitis chronica clausa – хронично затворено запаљење пулпе
A.4.4. Pulpitis chronica granulomatosa internum – интерни гранулом

## Етиологија
Запаљење зубне пулпе могу изазвати бројни узрочници од којих се каријес сматра најчешћим и најзначајнијим, мада и само збрињавање каријеса може штетно утицати на пулпу – јатрогени фактори.
Надражаји који изазивају запаљења пулпе, према својој природи, могу се сврстати у три групе:
1. Микробиолошки
2. Физички
3. Хемијски

### Микробиолошки надражаји
- Најчешћи узрочници запаљења пулпе су микроорганизми. Они могу у пулпу доспети на више начина:
- Директно преко оштећеног зида коморе пулпе
- Преко отворених дентинских каналића (каријесом, абразијом, фрактуром, у току препарације кавитета или брушења зуба)
- Из периодонцијума (код пародонтопатичних зуба са дубоким џеповима, преко апикалног отвора, пулпо-периодонцијумских комуникација или отворених дентинских каналића услед цементолизе) – ретроградни пулпитиси
- Хематогеним путем – ово је ретка појава; описани су хематогени пулпитиси у току грипа, милијарне туберкулозе, тифуса и др.
- Могућа је и инфекција пулпе лимфним путем.

Микробиолошка флора оболеле пулпе веома је разноврсна и делимично се разликује од оне која се среће код каријеса. Најчешће су изоловане врсте рода Streptococcus и то факултативно и стриктно анаеробне.

### Физички надражаји
Физички надражаји по својој природи могу бити:
- Механички
- Термички
- Електрични
- Јонизујући зраци

Механички надражаји могу бити грубе трауме (пад, ударац). Велики број механичких надражаја су јатрогене природе (нпр. акцидентална перфорација пулпе у току препарације кавитета или брушења зуба). Механички надражаји могу бити и у виду микротрауматизама (лоше навике – кидање конца зубима, грицкање разних предмета, држање муштикле, луле, трауматска оклузија).
Термички надражаји у смислу великих температурних варијација могу да изазову оштећења на пулпи. То су углавном реверзибилне промене уколико се на њих не надовеже инфекција. Већина термичких надражаја су јатрогене природе. Најчешће промене на пулпи настају приликом загревања при брушењу и бушењу зуба, загревања које настаје као резултат егзотермне реакције при стврдњавању неких материјала за зубне испуне и спровођења топлоте од стране испуна уколико нису изоловани слојем заптитне подлоге.
Електрични надражаји могу изазвати оштећења пулпе код неправилне примене апарата за испитивање виталитета. Исто тако, у усној дупљи услед разлике у потенцијалу два метала (пломбе, навлаке) везана електролитом (пљувачка) могу настати галванске струје које врше надражај на пулпу.
Јонизујуће зрачење рендген зрацима или радијумом у пределу лица и вилица може довести до промена на круници зуба сличних каријесу које брзо напредују и оштећују пулпу.

### Хемијски надражаји
У хемијске узроке запаљења пулпе спадају медикаменти који се користе за дезинфекцију дентина, као и поједини материјали за зубне испуне. Испирање кавитета алкохолом доводи до дехидратације дентинских каналића и до последичних промена на пулпи. Примећено је и штетно деловање на пулпу резидуалне фосфорне киселине код неправилно припремљених фосфатних цемента, као и мономера код аутополимеризујућих акрилата.

## Патогенеза
Запаљење зубне пулпе одликује се свим променама које се јављају код запаљења везивног ткива на другим деловима тела. Присутна је реакција крвних и лимфних судова и локална реакција ткива. Због специфичности локализације пулпе, од свих симптома карактеристичних за запаљење (rubor, kalor, dolor, tumor) клинички је испољен једино бол – dolor.
У запаљењском процесу разликују се две фазе:
1. Одбрамбена фаза која има за циљ да неутралише штетне агенсе и
2. Репарацијска фаза у којој се одвија обнављање оштећеног ткива

Одонтобласти су прве ћелије које су укључене у процес запаљења зато што њихови протоплазматични продужеци бивају надражени приликом отварања дентинских каналића.
У току процеса запаљења настају:
1. Промене у слоју одонтобласта
2. Промене у дентину
3. Промене у пулпи

### Промене у слоју одонтобласта
У почетку на месту деловања надражаја долази до дилатације крвних судова и успоравања циркулације. Истовремено се повећава пропустљивост услед чега долази до преласка течности из капилара у околно ткиво – едем. Течност се нагомилава између одонтобласта и долази до њиховог постепеног одвајања од дентина и ткива пулпе. Запажа се и прекид пулподентинске мембране и до преласка малих количина серум протеина у ткиво, што представља серозни ексудат. Друга промена карактеристична за одонтобласте је померање једра са базалног на секреторни пол ћелије. Сам механизам ове појаве није довољно разјашњен.

### Промене у дентину
Као последица промена у структури и функцији одонтобласта настаје поремећај у стварању предентина односно у излучивању колагене супстанце. То се испољава у виду разлике у ширини слоја предентина, као и у квалитету продукованог предентина. Промене у одонтобластима утичу и на процес минерализације.

### Промене у пулпи
На описане промене у одонтобластима надовезује се инфилтрација полиморфонуклеарних леукоцита у слоју одонтобласта испод захваћених дентинских каналића, као и у ткиву пулпе испод одонтобласта. Полиморфонуклеари (макрофаги) врше дигестију токсичних материја. Убрзо почињу да се разграђују и ослобађају протеолитичке ензиме који доводе до оштећења ткива. На тај начин одбрамбени механизам се претвара у своју супротност јер под дејством ензима из леукоцита настају већа оштећења него она која изазивају микоорганизми. Из разграђеног ткива и ексудата формира се гној који садржи некротичне остатке, микроорганизме и разграђене материје. Ово стање представља акутно гнојно запаљење.
Акутно запаљење настаје убрзо после деловања штетног фактора и траје 4 до 5 или недељу дана. Уколико се узрочник уклони док је запаљење у почетној фази долази до оздрављења. Међутим, ако надражај траје дуже запаљење прелази у хронично. Долази до успостављања равнотеже између одбрамбених снага ткива и узрочника запаљења. Ово стање се карактерише инфилтрацијом ткива пулпе малим округлим ћелијама тј. лимфоцитима, плазмоцитима и макрофагима. Присуство ових ћелија је знак промене pH вредности ткива према киселој. Поред тога, запажено је и повећање броја мастоцита.
Није увек случај да хронични пулпитис настане из акутног. Он може бити од почетка хроничног тока ако на пулпу делују слаби надражаји који бивају неутралисани отпорношћу ткива. Гранулационо ткиво које том приликом настаје тежи да репарише оштећено ткиво, али до репарације не долази због сталног дејства токсичних надражаја. У хроничној запаљењској реакцији, поред некротичних маса и субцелуларних и бактеријских антигена присутни су и лимфоцити, као и акцесорне ћелије имунолошке активности – моноцити, макрофаги и полиморфонуклеарни леукоцити. Доказано је и да су у овим процесима присутне обе популације имунокомпетентних ћелија – T и B лимфоцити. Пронађене су и различите концентрације појединих класа имуноглобулина у оболелој пулпи , што говори у прилог мишљењу да се у запаљењским процесима пулпе одигравају и имунолошке реакције.

## Клиничка слика

### Субјективни симптоми
За субјективан налаз код акутног запаљења пулпе је карактеристичан спонтан бол, који се јавља и дању и ноћу. Болови могу бити испровоцирани термичким, осмотским и хемијским надражајима, а настављају се и по престанку дејства надражаја. Постепено се појачавају, трају око 30 минута, а затим полако престају да би се поново јавили у различитим временским интервалима. Код гнојног пулпита болови пулсирају (синхроно са пулсом) и појачавају се на топло. Безболне фазе су дуже код парцијалних него код тоталних пулпита.
Хронична запаљења пулпе често су асимптоматска. Уколико се јави, бол је слабијег интензитета него код акутних пулпита.

### Објективни налаз
Инспекцијом се констатује дубок каријес, често са отвореном комором пулпе.
На површно сондирање пулпа најчешће не реагује, али кад врх сонде продре дубље јавља се болна реакција и сукрвичав секрет.
Оболели зуб је осетљив на перкусију једино када се запаљењски процес проширио и на апексни периодонцијум
Термо тест – акутни серозни пулпити показују реакцију на хладне надражаје, а акутни тотални реакцију на топле надражаје, док хладно смирује бол. Код хроничних пулпита пулпа реагује слабо на термичке надражаје
Електро тест – код акутних серозних пулпита праг надражаја је снижен, док је код акутних гнојних и хроничних пулпита праг надражаја повишен. За хроничне пулпите је карактеристичан и феномен „касног одговора“.
Рендгенограм показује примарни или секундарни каријес који досеже до рога пулпе, а често и комуникацију пулпе са спољашњом средином.

## Терапија
Метода избора у лечењу свих облика запаљења пулпе је пулпектомија односно екстирпација пулпе.
Пулпектомија је интервенција која се састоји у елиминацији целокупног ткива пулпе (како круничног, тако и коренског), затим у затварању канала и кавума, чиме се омогућава периодонту да цементогенезом затвори апикални отвор.